# Selección de voleibol de Noruega
La Selección de voleibol de Noruega es el equipo masculino de voleibol representativo de Noruega en las competiciones internacionales organizadas por la Confederación Europea de Voleibol (CEV), la Federación Internacional de Voleibol (FIVB) o el Comité Olímpico Internacional (COI). La organización de la selección está a cargo de la Norges Volleyballforbund. 

## Historia
En Noruega el voleibol no es un deporte popular y por esta razón la selección noruega nunca se ha clasificado por una competición internacional, aunque dispute las fases previas de las calificaciones a la Eurocopa y al Mundial. En las clasificaciones al  Mundial 2014, no consigue pasar de la primera ronda: inserida en el grupo E disputado en Halmstad (Suecia), termina en tercer lugar tras Grecia y Suecia (derrota por 2-3 en ambos los partidos) venciendo únicamente a Islandia (por 3-0).

## Historial
| Juegos Olímpicos      |
| --------------------- |
| - Sin participaciones |

| Campeonato Mundial    |
| --------------------- |
| - Sin participaciones |

| Liga Mundial          |
| --------------------- |
| - Sin participaciones |

| Campeonato Europeo    |
| --------------------- |
| - Sin participaciones |

| Copa Mundial          |
| --------------------- |
| - Sin participaciones |